# آن كوين
آن كوين (بالإنجليزية: Ann Quin)‏ (1936 - 1973)؛ كاتِبة وروائية بريطانية.